# René Fontaine (chirurgien)
Pour les articles homonymes, voir Fontaine et René Fontaine.
René Louis Fontaine, né le 5 juin 1899 à Bischtroff-sur-Sarre dans le Bas-Rhin (à l'époque Pisdorf en Alsace-Lorraine) et mort le 23 novembre 1979 à Strasbourg, est un chirurgien français. Il est l'élève puis le collaborateur de René Leriche.
Il est le doyen de la faculté de médecine de l'université de Strasbourg entre 1953 et 1965.

## Biographie
Après une scolarité en langue allemande à Phalsbourg puis à Metz (où il obtient son Abitur en 1916), il commence ses études de médecine en 1917 à Strasbourg sous l'influence de son oncle le docteur Nicolas Lentz (1854-1936), chirurgien en chef de l'hôpital Notre-Dame-du-Bon-Secours de Metz.
Il « échappe » volontairement[source insuffisante] à la conscription sous le drapeau allemand lors de la Première Guerre mondiale.
Il est brillamment reçu interne en 1921 et s'oriente vers la chirurgie. Il est alors l'élève de Louis Sencert, puis de René Leriche, nouvellement nommé au poste en 1925. Ce dernier est à l'origine de la grande réputation médicale de Strasbourg, devenu pôle d'attraction internationale pour la chirurgie. Il sera le directeur de sa thèse intitulée Les résultats actuels du traitement chirurgical de l'angine de poitrine soutenue en 1925. Entre 1926 et 1928, il suit les enseignements des professeurs Elliott Cutler (en) à Cleveland et Harvey Cushing à Boston aux États-Unis. À l'appel d'Édouard Herriot en 1933, René Leriche retourne à Lyon, bientôt suivi par son élève.
En 1939, il est mobilisé comme médecin d'une ambulance neurochirurgicale. La débâcle l'oblige à rejoindre la cité sanitaire de  Clairvivre en Dordogne où il exerce la chirurgie au service du maquis. Il y sera blessé par balle.
À la demande du comité médical de la Résistance, il organise des équipes chirurgicales mobiles avec ses assistants pour soigner les blessés dans les maquis. Les blessés les plus atteints sont transférés à la cité sanitaire de Clairvivre qui sera surnommée « l'Hôpital de la Résistance ».
Après un bref séjour à Périgueux, il est nommé professeur de thérapeutique chirurgicale en 1945 à la faculté de médecine de Strasbourg et prend la direction de la clinique chirurgicale A. Sa pratique durant la guerre et ses affinités l'orientent vers la chirurgie du système nerveux. Il est l'un des fondateurs de la Société  de neurochirurgie de langue française en 1948 et présidera son deuxième congrès en 1951. Doyen de la faculté de médecine de Strasbourg, il est le promoteur de l'édification de la nouvelle faculté jouxtant les Hospices civils de Strasbourg, ainsi que l'extension du site du CHU de Hautepierre. Il assiste à l'inauguration de l'amphithéâtre qui portera son nom le 6 octobre 1979.

## Éponymie
- Classification de Leriche et Fontaine : distinction clinique de quatre stades de l'artériopathie oblitérante des membres inférieurs.
- test de Fontaine - Aron - Buck (ou réaction de Aron)

## Décorations
- Commandeur de la Légion d'honneur ;
- Croix de guerre 1939-1945 ;
- Médaille de la Résistance française par décret du 5 juin 1945[6].

## Titres
- Préparateur en laboratoire de chirurgie expérimentale (1924).
- Docteur en médecine (1925).
- Agrégé de chirurgie (1933).
- Professeur de thérapeutique chirurgicale (1941).
- Professeur de clinique chirurgicale (1950).
- Membre de l'Académie de médecine et de chirurgie.
- Doyen de la faculté de médecine de Strasbourg (1953-1965).

## Œuvres et publications
- « Étude thérapeutique des artérites oblitérantes » Le Progrès médical 1941, nos 33-34, p. 599-606.
- La chirurgie des surrénales, Paris, Masson, 1950.
- Le traitement chirurgical de l'hypertension artérielle, Paris, L'expansion scientifique française, 1952.